# Uloborus villosus
Espèce
Uloborus villosus est une espèce d'araignées aranéomorphes de la famille des Uloboridae.

## Distribution
Cette espèce est endémique de Colombie.

## Description
La femelle holotype mesure 3,3 mm.

## Publication originale
- Keyserling, 1881 : Neue Spinnen aus Amerika. III. Verhandlungen der kaiserlich-königlichen zoologisch-botanischen Gesellschaft in Wien, vol. 31, p. 269-314 (texte intégral).